# Lightning Rod
Lightning Rod in Dollywood (Pigeon Forge, Tennessee, USA) ist eine Achterbahn des Herstellers Rocky Mountain Construction, die am 13. Juni 2016 eröffnet wurde. Sie ist die erste Holzachterbahn, die mit einem LSM-Lifthill versehen wurde.
Die 1.158,2 m lange Strecke erreicht eine Höhe von 50,3 m und besitzt ein maximales Gefälle von 73°.
Zwischen den Saisons 2020 und 2021 wurde ca. 57 % der Strecke von Topper Track (welche als Holz klassifiziert sind) auf IBox Track (welche als Stahl klassifiziert sind) umgebaut. Dadurch gilt Lightning Rod zum Teil als Holzachterbahn, zum Teil als Stahlachterbahn.
Auf Grund anhaltender technischer Probleme mit dem LSM-Lifthill, wurde dieser zur 2024er Saison durch einen Kettenlifthill ersetzt.

## Züge
Die Züge von Lightning Rod besitzen jeweils sechs Wagen mit Platz für jeweils vier Personen (zwei Reihen à zwei Personen).